# Война в доме (фильм, 1996)
«Война́ в до́ме» (англ. The War At Home) — американский фильм о вьетнамском синдроме и взаимоотношениях ветерана-солдата с его семьёй по возвращении домой. Режиссёр — Эмилио Эстевес — снял драму по пьесе Джеймса Даффа «Домашний фронт» 1984 года. Премьера картины состоялась 6 сентября 1996 года в рамках кинофестиваля в Торонто.

## Сюжет
В 1972 году молодой ветеран войны во Вьетнаме возвращается в семью, но не может адаптироваться к мирной жизни и находится в состоянии тяжелейшего психологического кризиса. Его девушка ушла к другому, он в отчаянии и не находит взаимопонимания с родителями и сестрой, направляя на них свою озлобленность. Это не обычная семейная ссора — это вьетнамская война, на которую он отправился добровольцем по настоянию отца, пришла в его дом. И в день благодарения вместо праздника горечь выплёскивается наружу, а тайное становится явным.

## В ролях
- Эмилио Эстевес — Джереми Кольер
- Мартин Шин — Боб Кольер, его отец
- Кэти Бейтс — Маурин Кольер, его мать
- Кимберли Уильямс — Карен Кольер, его сестра
- Марк Х. Нельсон — рядовой По
- Майкл Вайсман — лейтенант
- Энн Хирн — профессор Трейси
- Корин Немек — Дональд
- Рене Эстевес — Бренда
- Джеффри Блейк — Дэвид
- Карла Гуджино — Мелисса
- Пенелопа Аллен — Марджори